# Doulou
Der Doulou ist ein kleiner Fluss in Frankreich, der im Département Lozère in der Region Okzitanien verläuft. Er entspringt an der Südostflanke des Signal de Mailhebiau (1469 m), im nordwestlichen Gemeindegebiet von Trélans, entwässert generell Richtung Südsüdost durch den Regionalen Naturpark Aubrac und mündet nach rund 19 Kilometern an der Gemeindegrenze von Saint-Pierre-de-Nogaret und Banassac-Canilhac als rechter Nebenfluss in den Lot. Knapp vor der Mündung quert der Doulou die Bahnstrecke Béziers–Neussargues.

## Orte am Fluss
(Reihenfolge in Fließrichtung)
- La Falgouse, Gemeinde Saint-Pierre-de-Nogaret
- Montfalgoux, Gemeinde Trélans
- Le Besset, Gemeinde Saint-Pierre-de-Nogaret
- Saint-Pierre-de-Nogaret
- Montagudet, Gemeinde Saint-Germain-du-Teil
- Lausselincq, Gemeinde Saint-Pierre-de-Nogaret
- Lescure, Gemeinde Banassac-Canilhac
- La Ferrière, Gemeinde Banassac-Canilhac